# ダブルウィッシュボーン式サスペンション
ダブルウィシュボーン式サスペンション (英: Double wishbone suspension) は、自動車のサスペンションの方式のひとつで、独立懸架に分類される。
上下一対のアームでタイヤを支持するもので、レーシングカーではほとんどがこれを採用している。スポーツカーにも多い。

## 概要

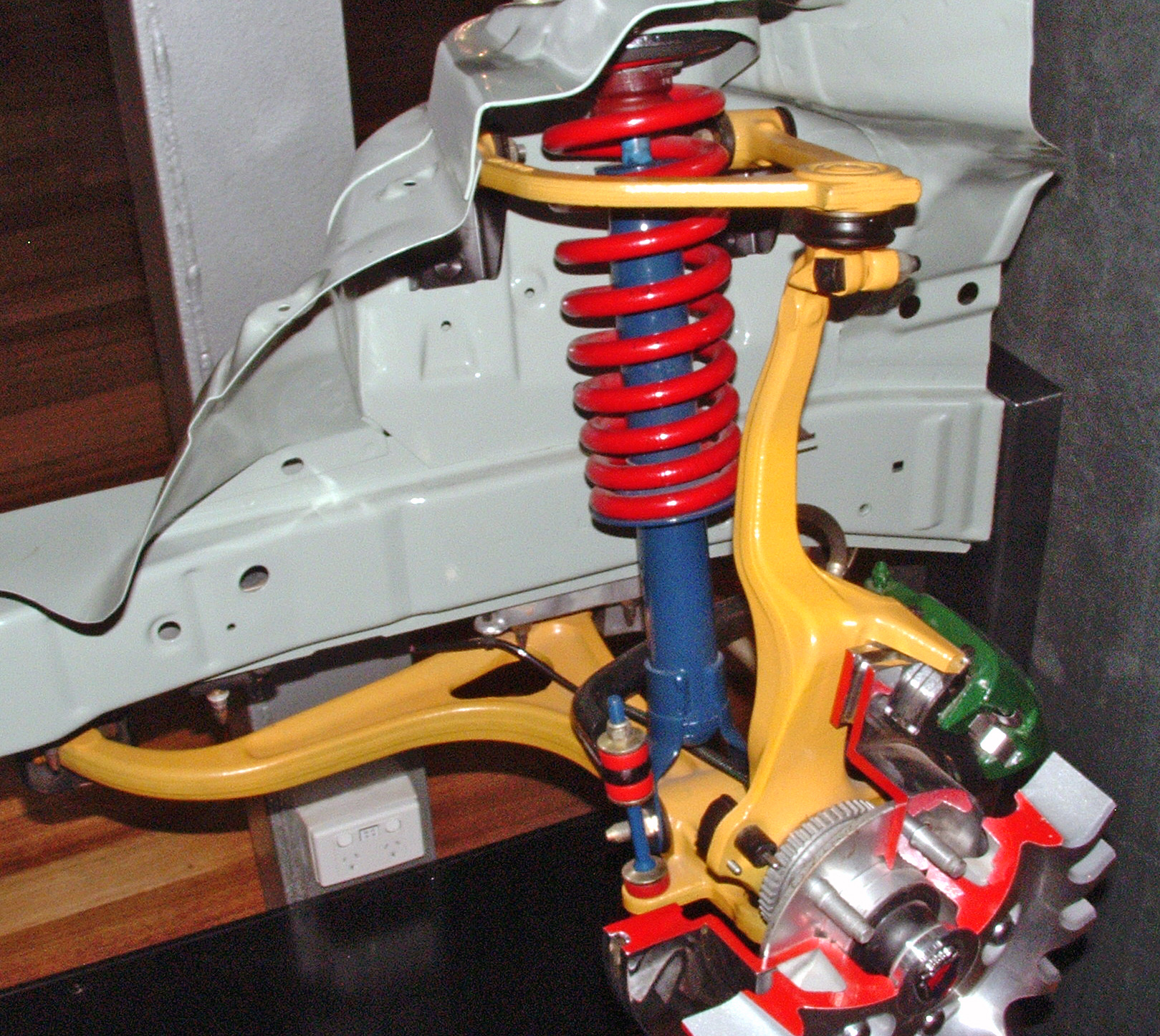
黄色く塗られている部分が上下のウィッシュボーンおよびアップライト

名前の由来は、鳥の叉骨 (wishbone) の形に似たA字型のアームが上下に2組（double）あることからだが、一般にアームの形に関係なく、上下2組のアーム（アッパーアーム・ロワアーム）でタイヤを支持するサスペンションの総称となっている。リンク機構として見ると、車体側の上下2箇所、上下にあるリンク、アップライトから成る「4節リンク」構造のものを指す。特に前輪ではステアリングするためタイヤ側をピボットで支持し、駆動力やブレーキ力を車体側に分散させて伝えると自然に前述の「A」の字型となるが、片方を前後方向に大きく伸ばしたものなど変形も多い。さらにアームを分割・追加するような変形を加えたものがマルチリンク式サスペンションであると見ることもできる。
2組のアームは車体側から横方向に路面に対してほぼ水平に取り付けられ、アップライト（車軸やハブを含む）を上下から挟むように支える構造になっている。リンク機構全体として平行四辺形に近い形状であることから、バウンド・リバウンド時にもタイヤのキャンバ角はほぼ一定に保たれる。
- アッパーアームは、アッパーサスペンションアームと呼ばれる事がある[2]。
- ロワアームは、ロワサスペンションアームと呼ばれる事がある[2]。

## 特性
- 長所

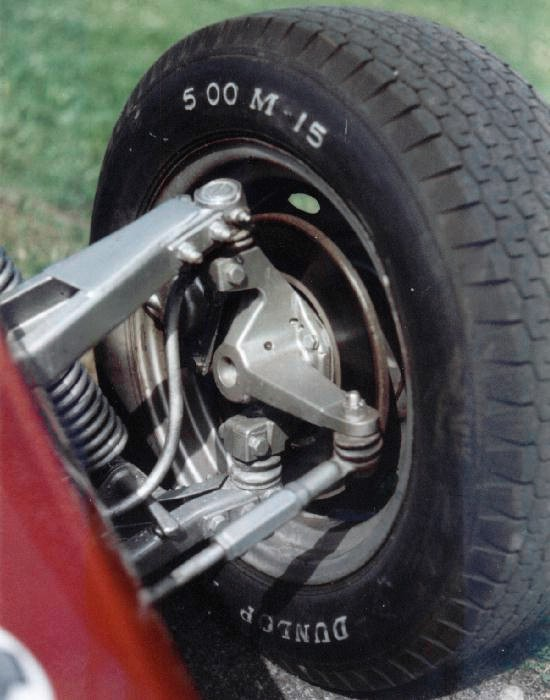
昔のフォーミュラカーのダブルウィッシュボーンサスペンション。アッパーアームはI型アームに近い形状となっている。

  - サスペンションの剛性を確保する事が容易である。
  - マクファーソンストラット式との比較では、コーナリング中に曲げの力がスプリング / ダンパーユニットに加わらないため、サスペンションのストロークがスムーズになる。
  - タイヤが上下動する際にキャンバ角の変化を最小限に抑える事ができるため、接地面が維持され、タイヤと路面の間の摩擦力（グリップ力）の変化が少ない。
  - サスペンションの設計に制約が比較的少なく、上下のアーム長やアームの取り付け位置などを変えることによるジオメトリー設定の自由度が高く、操縦特性等を任意に変えることが出来る。
  - 細かなセッティング作業を繰り返すレーシングカーに向いている。
- 短所
  - 構造が複雑で部品点数が多くなるため、生産コストが高くなる。
  - 高さを必要とするアッパーアームが邪魔になり、エンジンルームやトランクルームの容積が制約される。
  - ばね下重量が重くなりやすい。

前述のようにバウンド・リバウンド時にキャンバ角がほぼ一定に保たれる点では優れた方式であるが、当方式が採用される主な車種であるレーシングカーでは、一般の車両に比して高速でコーナリングするため、その際に発生するローリングが問題となる。上下のアームを完全に等長・平行とし、厳密に平行四辺形リンクとしてしまうと、車体のローリングと同じだけの角度でタイヤが傾いてしまう。大昔の車のような断面形が丸いタイヤならともかく、現代の低偏平率タイヤを傾けるのはまずく、ロールセンタを上げて全くローリングしない車にしてしまうともっとまずい。そこで、ロワアームの方を長くしまた車体側の間隔を狭め、少々の不等長・不平行のリンクとすると、ローリング時に車体と一緒にタイヤが傾いてしまう現象が緩和された車にすることができる。一方でバウンド・リバウンド時にキャンバ角の変化が発生するようになるので、それらの妥協点を見つけるのがこのあたりの設計ということになる。

## 市販車での発展
先行した横置きリーフスプリング2段配置の前輪独立懸架が、1930年代に剛性の高いアーム（ウィッシュボーン）の併用によってより高度に発展した技術というべきもので、同時期にコイルスプリングや縦置きトーションバーなどをスプリングに用いる手法で市販車に導入された。1960年代まで特に前輪独立懸架の代表的手法として隆盛を極めたが、小型車向けに構造が簡易なストラット式が普及したため、スポーツモデルやサイズにゆとりのある高級車などへの採用が中心となっているが、一部のSUVなどにトーションバーを組み合わせる例も見られた。

### 日本
日本の市販車(登録車)は1947年のトヨペット・SA型の前輪が最初の採用例である。
軽自動車における採用例はスズキ・フロンテ(2代目及び3代目)の前輪、スズキ・カプチーノ(4輪)のみとなっている。
変形ダブルウィッシュボーンを元にアッパーアーム・ロワアームとアップライトの連結部が形成していた（両アームの寸法および取り付け位置に制約される）キングピン軸機能を分離し、車軸付近にアームの寸法制限とは別個に設定できるよう新設したものが1989年 日産・スカイラインのフロントサスペンションに採用された。「く」の字部分は（サード）リンクとして分離されたことから、これをマルチリンク形式に分類している。　

## インボードマウント

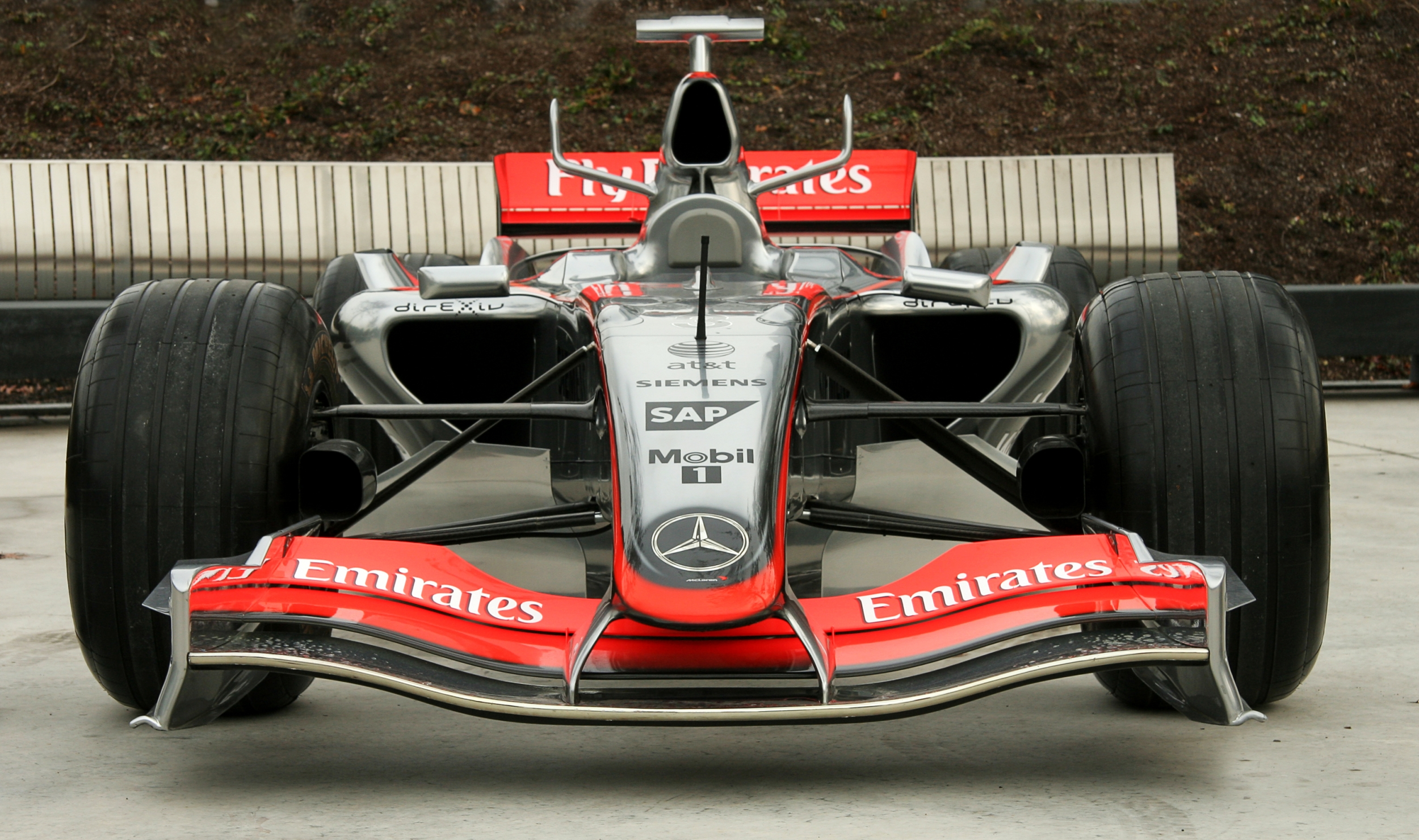
マクラーレン・MP4-21のフロントサスペンション。斜めの棒がプッシュロッド

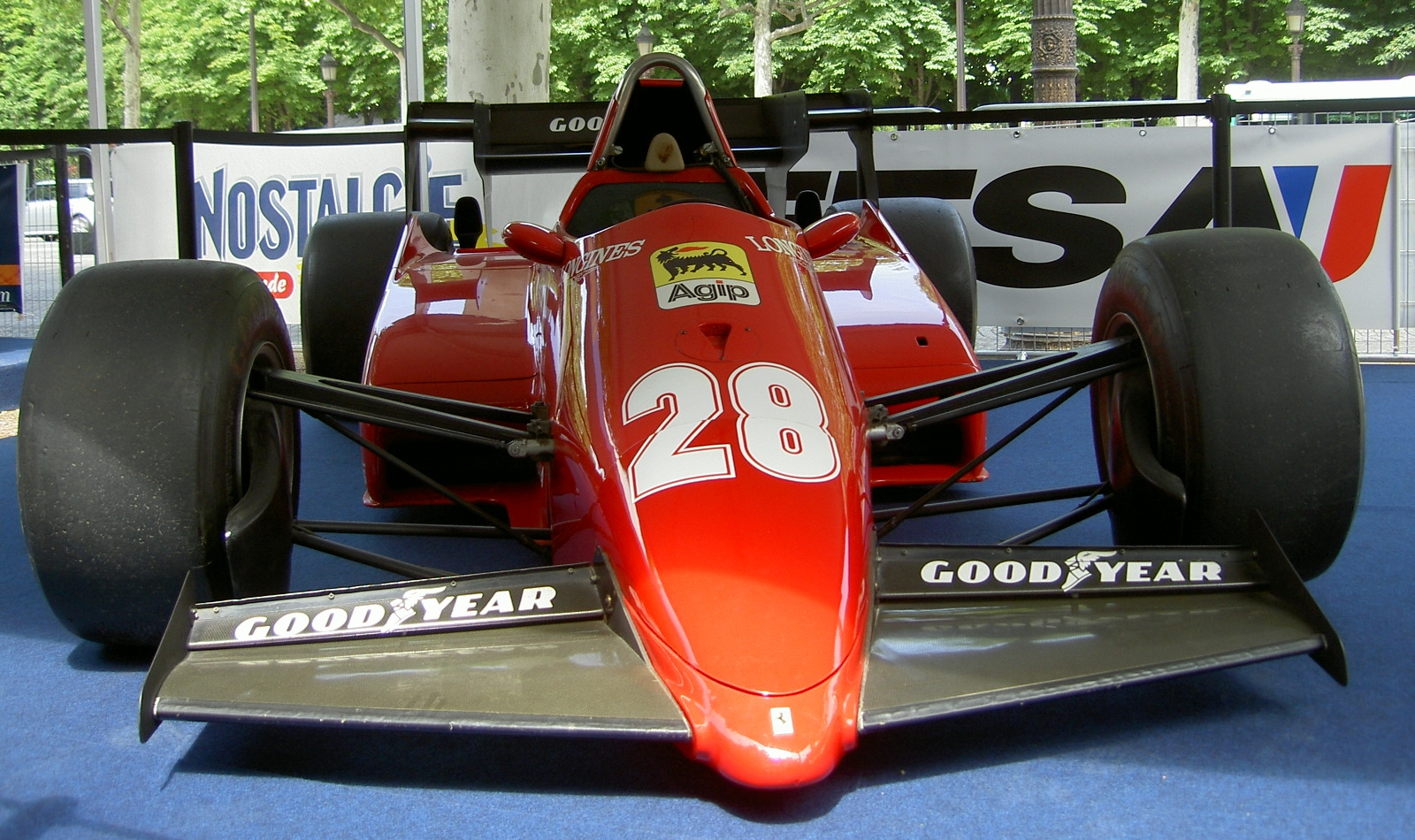
フェラーリ・126C3（1983年）のプルロッド式フロントサスペンション

レーシングカーはツーリングカーなどの市販車ベース車両を除き、前後ともダブルウィッシュボーン式サスペンションの採用が定着している。その中でフォーミュラカーはタイヤが露出しているため、1960年代からスプリング / ダンパーユニットを車体内部に搭載し、空力性能を向上させるようになった。これをスプリング / ダンパーのインボードマウントと呼び、インボード化されていないものをアウトボードマウントと呼ぶ。
インボードマウントの場合はアップライトの動きをスプリング / ダンパーに伝達する機構が必要となり、下記のような方式が用いられる。スプリング / ダンパーユニットは、フロントノーズ内部やリヤのミッションケースの周囲に配置される。アームやロッドの材質はかつては金属製であったが、金属より軽量なカーボン製が普及している。空気抵抗の少ない翼断面形状に成形される場合もある。ロッド（接続棒）式の場合は曲げ応力は掛からず、ロッドの押し引きをベルクランクによりスプリング動作方向に変換する。ロッド式にはプッシュロッドとプルロッドの2方式がある。

### ロッキングアーム（rocking arm）
アッパーアームまたはロアーアームの中間をシャーシ側で支持しててことし、一端のアップライトの動きを他端のスプリング / ダンパーへ伝える。アームに曲げ荷重がかかるので、剛性を確保するために形状や重量の制約がある。

### プッシュロッド（push rod）
ロッドがシャーシ上部からアップライト下部にむけて下反角をもって取付いており、正面からは「ハの字」型に見える。タイヤがバンプ（路面突起）に乗り上げるとロッドが押され、スプリング/ ダンパーユニットを収縮させる。

### プルロッド（pull rod)
ロッドがシャーシ下部からアップライト上部にむけて上反角をもって取付いており、正面からは「逆ハの字」型に見える。タイヤがバンプに乗り上げるとロッドが引っ張られ、スプリング/ ダンパーユニットを収縮させる。
プッシュロッド式は圧縮方向の力で挫屈しないよう、ロッドが太めになる。プルロッド式の方がロッドを細く設計でき、重量や空気抵抗の面ではメリットがある。ただし、搭載スペースの自由度やメンテナンス面ではプッシュロッド式のほうが合理的である。
F1では、1970年代まではロッキングアームが主流であったが、ダウンフォースが大きくなるにつれ上記の制約のために廃れた。1980年代はプッシュ／プル両方のタイプが混在していたが、1990年代以降は前後ともプッシュロッド式が定番になった。2010年代に入り、車体後部の空力性能を高めるため、リアサスペンションのプルロッド化が流行した。サイドポンツーン部でのウィングカー構造などを定めた2022年、レッドブル・RB18が前プルロッド・後プッシュロッドと2009年以来自チームが採用し主流とした配置を真逆にした車両を開発しダブルタイトルを獲得した。
フォーミュラカー以外でも競技用や市販用のスポーツカーなどで、非線形特性を得るなどの目的でインボードマウントが用いられることがある。